# Morodok Techo National Stadium
Das Morodok Techo National Stadium (auch Techo National Heritage Stadium, Khmer ពហុកីឡដ្ឋានជាតិមរតកតេជោ, Peăhŭ-keilătthan Chéat Môrôdák Déchoŭ) ist ein Fußballstadion mit Leichtathletikanlage am nördlichen Stadtrand der kambodschanischen Hauptstadt Phnom Penh. Der Neubau mit 60.000 Plätzen ersetzt das Olympiastadion Phnom Penh als Nationalstadion des Landes.  Die neue Sportarena ist der Mittelpunkt des Morodok Techo National Sports Complex, der für die Austragung der Südostasienspiele 2023 errichtet wurde. 

## Geschichte
Das Olympiastadion Phnom Penh aus den 1960er Jahren ist veraltet und baufällig. Es wurde längere Zeit über eine Renovierung der Anlage nachgedacht, doch aus finanziellen Gründen wurden diese Überlegungen nie wirklich in die Tat umgesetzt. 2013 wurde der Grundstein für die erste Phase, den Sportkomplex, gelegt. Im Mai 2014 versprach der chinesische Staatspräsident Xi Jinping bei einem Besuch von Ministerpräsident Hun Sen in Peking die Übernahme der Kosten und des Baus des Stadions als Phase 2. Im Mai 2015 präsentierte Hun Sen die Pläne für das neue Nationalstadion. Zu dieser Zeit war der Sportkomplex zu 60 Prozent fertiggestellt.
Am 4. April 2017 wurde der 84 Hektar große Sportkomplex, etwa 18 km nördlich von Phnom Penhs Zentrum, von Hun Sen eingeweiht. Zum Komplex gehört unter anderem eine Mehrzweckhalle, ein Schwimmzentrum, eine Badminton- und Tischtennishalle, eine weitere Turnhalle und eine Sporthalle für Basketball, Volleyball und Futsal sowie weiteren Freiluft-Sportstätten. Die Kosten von 38 Mio. US-Dollar trug der kambodschanische Staat. Damit wurde die erste Phase des Projekts abgeschlossen. Bei der Veranstaltung wurde auch der Grundstein für das Stadion gelegt. Die Pläne setzt das Bauunternehmen und Generalunternehmer China State Construction Engineering Corporation (CSCEC) um. An den Bauarbeiten waren chinesische wie kambodschanische Arbeiter beteiligt. Der Entwurf der China IPPR International Engineering Corporation lehnt sich an das Yellow Dragon Stadium in Hangzhou an und soll ein Segelschiff darstellen. Die Pläne wirken aber filigraner und leichter. Es symbolisiert eine traditionelle Freundschaft zwischen Kambodscha und der Volksrepublik China. An den beiden Hintertortribünen in Hangzhou ragen Betonpfeiler in die Höhe, die die Dachkonstruktion über Stahlseile tragen. Beim Nationalstadion erreichen sie eine Höhe von 99 Meter und symbolisieren zwei Hände, die den Gruß Namaste zeigen. Die beiden Dachmembranen spannen sich über die Längstribünen. 
Im August 2021 gaben die kambodschanische und die chinesische Seite die Übergabe des Neubaus bekannt. Vier Mal musste der Termin verschoben werden. Eigentlich sollte es schon Ende 2020 fertig sein. Am 16. August 2021 veröffentlichte die Website Sina.com einen Bericht über die Fertigstellung des Morodok Techo National Stadium. Am Tag darauf verkündete dies auch der kambodschanische Tourismusminister Thong Khon. Über das Platzangebot gab es anfänglich widersprüchliche Angaben. Zwischen 60.000 und 75.000 Plätze schwankten die Zahlen. Das rund 144 Mio. Euro (1,1 Mrd. CN¥) teure Nationalstadion bietet auf den Tribünen letztendlich 60.000 Plätze, wie Generalunternehmer CSCEC bestätigte. Ursprünglich ging man von 85 Mio. Euro aus.
Im Mai 2025 fand das Finale der AFC Challenge League 2024/25 zwischen dem kambodschanischen Verein PKR Svay Rieng und dem Arkadag FK aus Turkmenistan im Stadion statt, das die Turkmenen mit 2:1 nach Verlängerung gewannen.